# Vilhelm I av Holland
Denna artikel handlar om den medeltida greven. För kungen se Vilhelm I av Nederländerna.

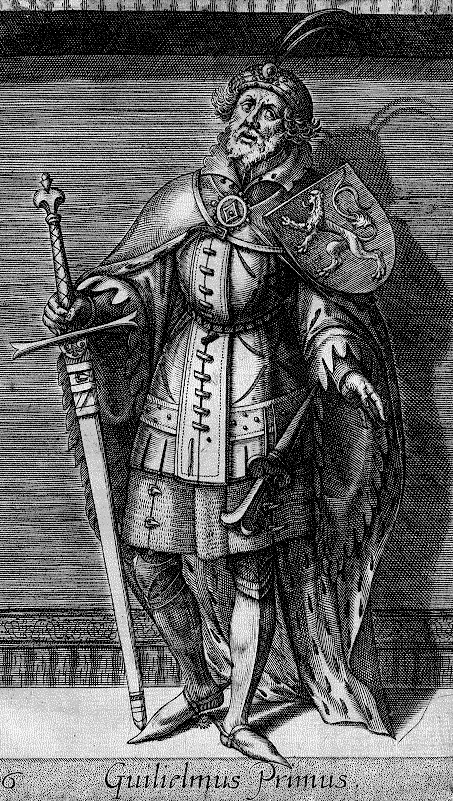
Vilhelm I som man föreställde sig honom på 1500-talet.

Vilhelm I, född omkring 1167 i Haag, död den 4 februari 1222, var en holländsk greve och korsfarare.
Vilhelm följde med sin far, Floris III, på tredje korståget, under vilket denne dog (1190), och var med vid erövringen av Akko (1191). Efter hemkomsten låg han i ständiga fejder med sin bror greve Dirk VII och blev efter hans död (1203) greve av Holland, dock först efter hårdnackad kamp. Han deltog jämte greven av Flandern med flera i krig mot Frankrike, tillfångatogs i slaget vid Bouvines (1214) och måste betala en dryg lösepenning. 
1217 beslöt han sig för ett nytt korståg. Med 12 större och 58 mindre fartyg gick han i maj samma år till sjöss, förenade sig med norska, tyska och engelska korsfarare samt fick befälet öfver hela den förenade flottan, som först seglade till Portugal, där korsfararna bekämpade morerna, och sedan styrde kursen mot
Egypten, där Damietta intogs (1218; det femte korståget). Därefter återvände Vilhelm till Holland. Han efterträddes av sin och Adas av Gelderland son Floris IV.